# Loxoconcha helenae
Loxoconcha helenae är en kräftdjursart som beskrevs av Crouch 1949. Loxoconcha helenae ingår i släktet Loxoconcha och familjen Loxoconchidae. Inga underarter finns listade i Catalogue of Life.